# Öbergska gården

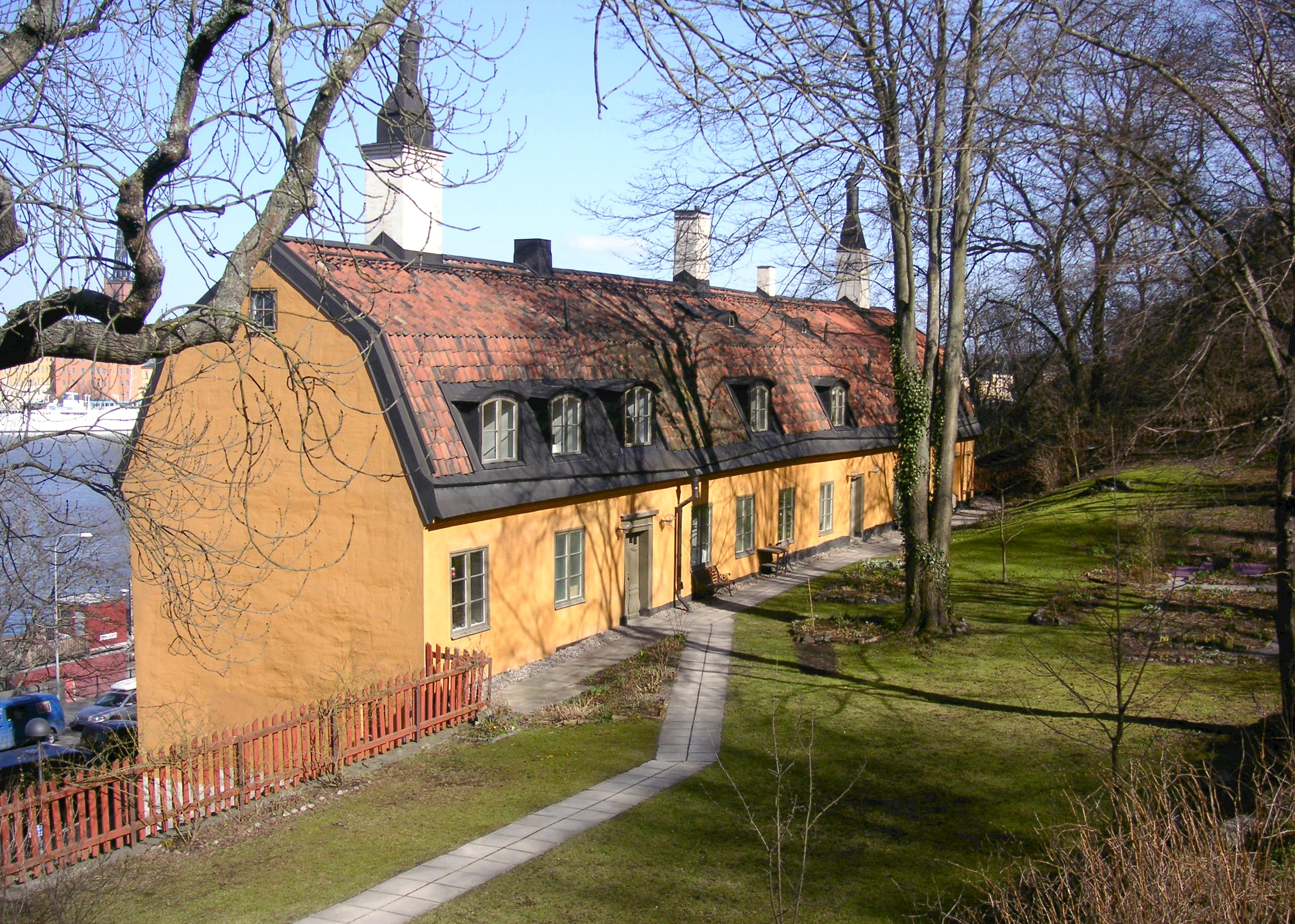
Öbergska gården i mars 2008.

Öbergska gården ligger i kvarteret Spännramen vid Torkel Knutssonsgatan 9–11 på Södermalm i Stockholm. Gården består idag av två byggnader, själva gården och ett före detta kopparslageri. Husen är en sista kvarvarande rest efter den Öbergska klädesfabriken som under 1800-talets första hälft var Stockholms största i sitt slag. Fastigheten är blåmärkt av Stadsmuseet i Stockholm vilket innebär att den har "synnerligen höga kulturhistoriska värden". Byggnaden ägs och förvaltas av kommunägda AB Stadsholmen.

## Omgivningen
Öbergska gården och Kopparslagarhuset ligger i en brant nordvästsluttning av Mariaberget. Nedanför (mot norr) går Torkel Knutssonsgatan. Mellan husen leder en trappa upp till Monteliusvägen och vidare till Bastugatan i höjd med Kattgränd. Monteliusvägen börjar respektive slutar här. Vägen sträcker sig söder om Spännramen 2 och sedan längs med Mariaberget för att mynna i Bastugatan vid Laurinska huset.
| Klädesfabriken på Ruckmans litografi från 1830-talet, till höger samma område i juli 2012, byggnaden på berget är Mälarborgen. |  | Klädesfabriken på Ruckmans litografi från 1830-talet, till höger samma område i juli 2012, byggnaden på berget är Mälarborgen. |
| Klädesfabriken på Ruckmans litografi från 1830-talet, till höger samma område i juli 2012, byggnaden på berget är Mälarborgen. |  | |

## Historik

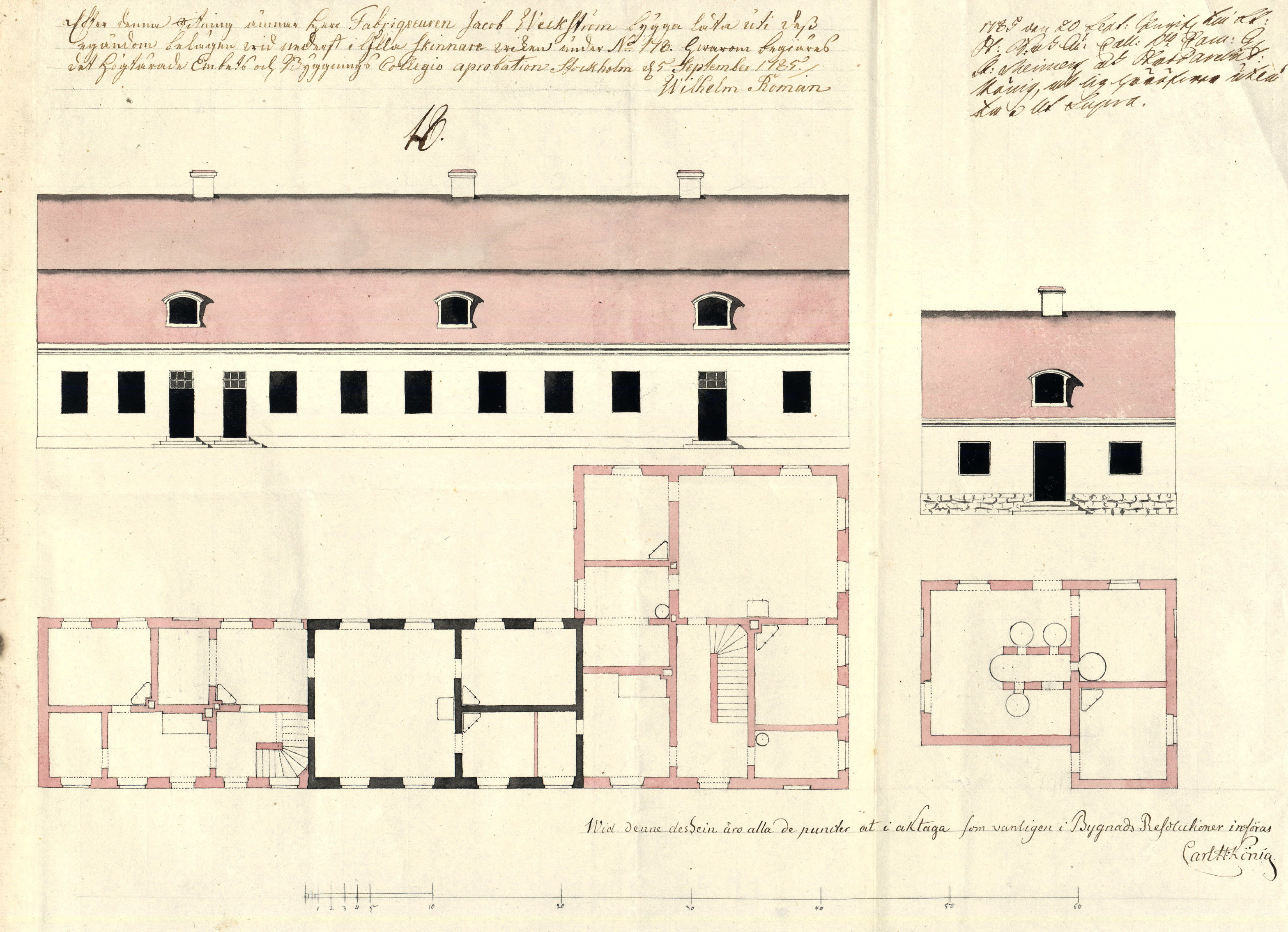
Wilhelm Romans ritning, 1785.

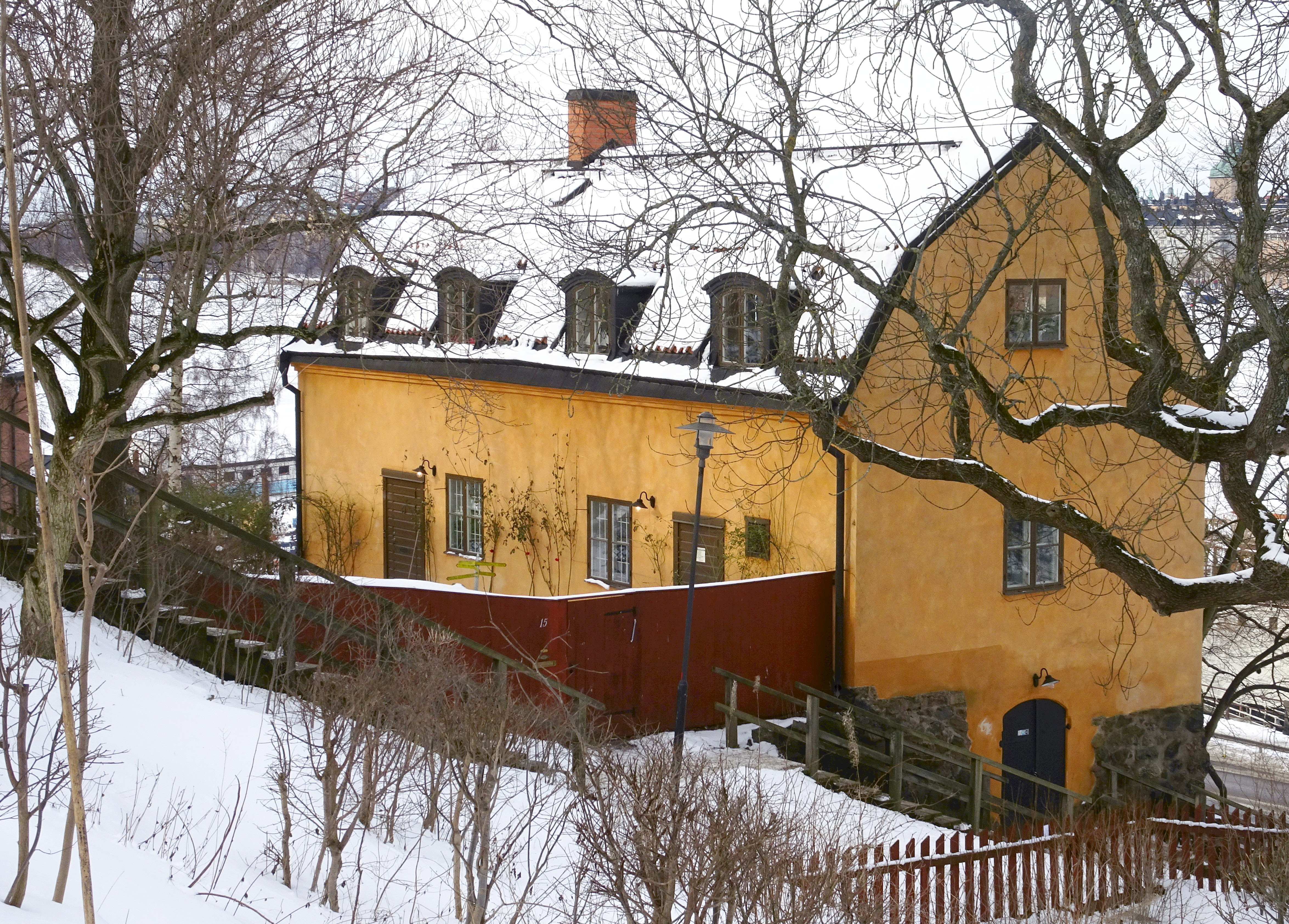
Kopparslagarhuset, 2018.

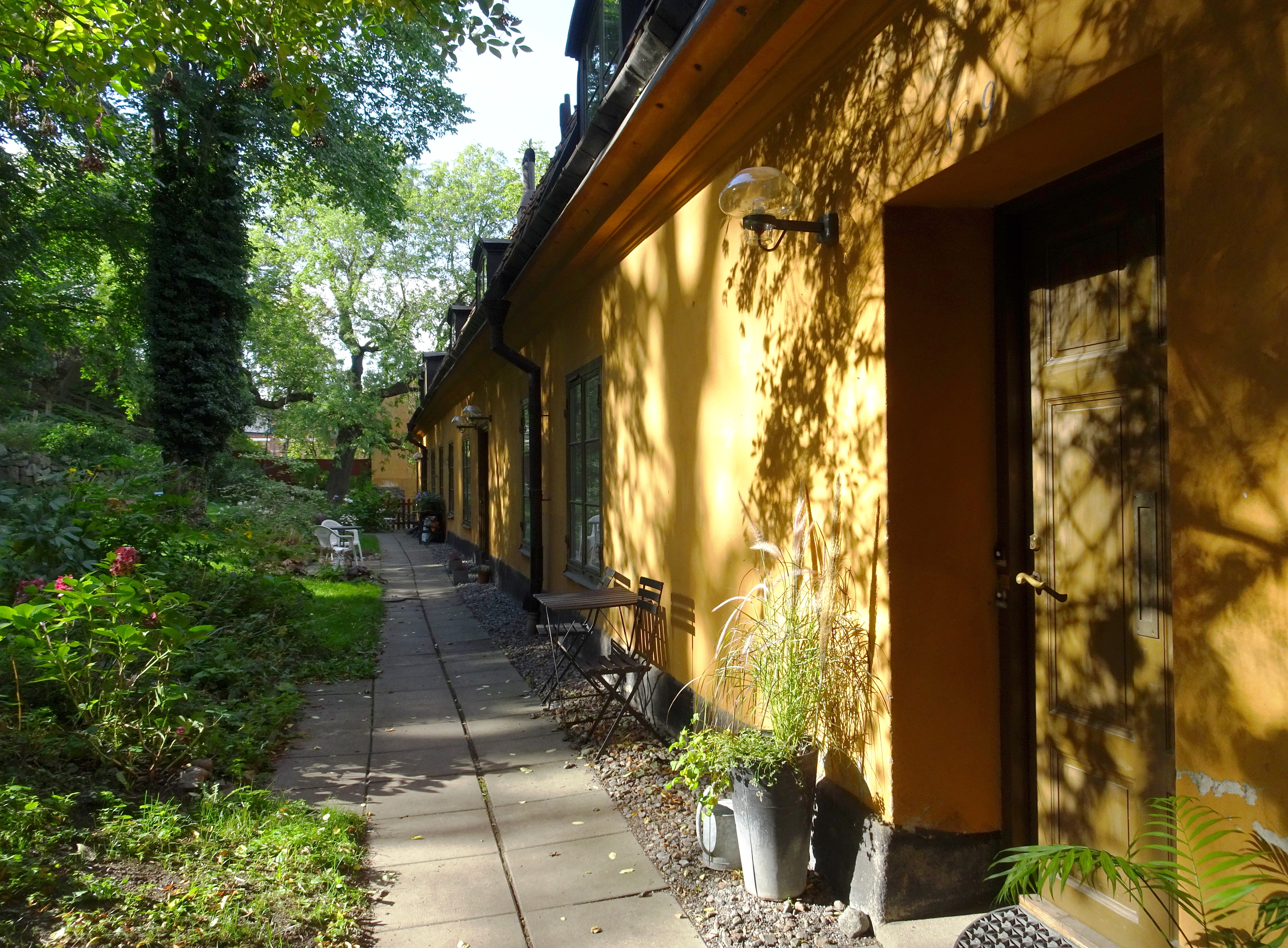
Öbergska gården, 2019.

Det större huset (idag kallat Öbergska gården eller Gula längan) uppfördes på 1780-talets slut. För ritningar och byggarbeten svarade murmästaren Wilhelm Roman. Han uppförde 20 nybyggnader i Stockholm mellan 1773 och 1801. Romans ritning från 5 september 1785 redovisar att bygget var en förlängning åt båda sidorna av ett redan befintligt hus (mörkt på planen) och att han hade tänkt sig den östra tillbyggnaden något bredare mot norr, som dock inte utfördes eller revs i ett senare skede. Romans ritning visar tre lägenheter av olika storlek. Hur huset användes under fabrikstiden är inte klarlagt men rummen hade uppvärmning med kakelugnar och på ritningen syns två kök. 
Den Öbergska klädesfabriken grundades på 1780-talet av Johan Öberg. Fabriken för vävning av kläde var en av många industriella anläggningar som etablerade sig på och intill Mariaberget under 1700-talets andra hälft. Fabriken låg intill Riddarfjärden nedanför Mariabergets västra sluttning och var ett dominerande inslag i dåtidens stadsbild. Efter Öbergs död 1805 drevs verksamheten vidare av änkan och sonen Johan Erik under namnet J. Öbergs Enka & Co. 
På en litografi av Johan Gustaf Ruckman från 1830-talet framgår den stora anläggningen med många byggnader och en rykande skorsten intill Mälarens vatten där livlig båttrafik pågår. Här syns även de båda kvarvarande byggnaderna, dels den större längan med brutet sadeltak i bakgrunden till vänster och dels det före detta stallet och vagnshuset något dolt bakom skorstenen. Den Öbergska fabriken dyker även upp som ett blickfång på en av Carl Wilhelm Nordgrens målningar Motiv från Södra Riddarholmshamnen från 1840-talet. 
På 1840-talet hade J. Öbergs Enka & Co 23 vävstolar och 109 anställda och företaget var det största i sitt slag i Stockholm. År 1844 såldes fabriken till industrimannen Salomon Ludvig Lamm som flyttade hit sin stearinljustillverkning från närbelägna Heleneborg. Hans son, Jacques Lamm, startade Ludwigsbergs verkstad på granntomten i väster där sedermera Münchenbryggeriet uppfördes. 
På 1860-talet byggdes den Öbergska gården om till bostäder och 1877 förvärvades hela fastigheten, som då hette Skinnarviken mindre, av Stockholms stad. I kopparslagarhuset drevs under 1800-talets slut och till 1950-talets början P.J. Bergquists Kopparslageri.

## Historiska bilder

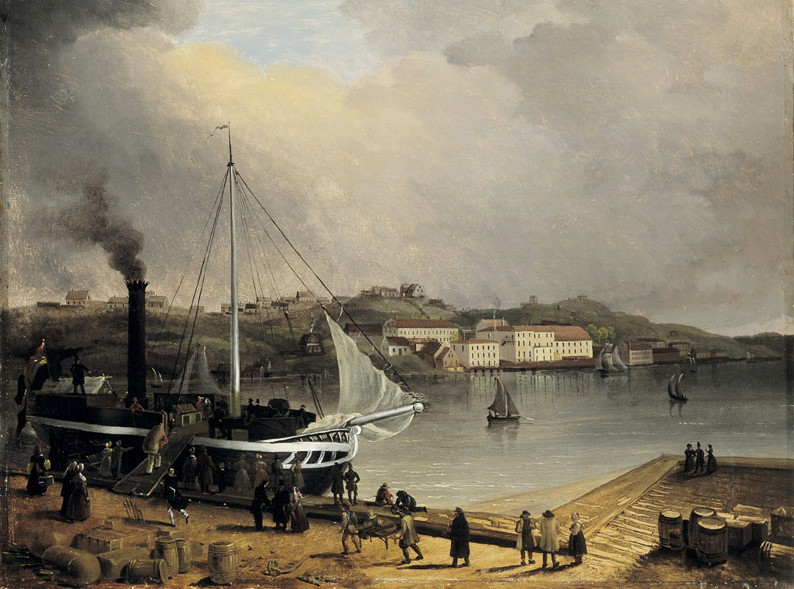
Carl Wilhelm Nordgren, Motiv från Södra Riddarholmshamnen 1840-tal.
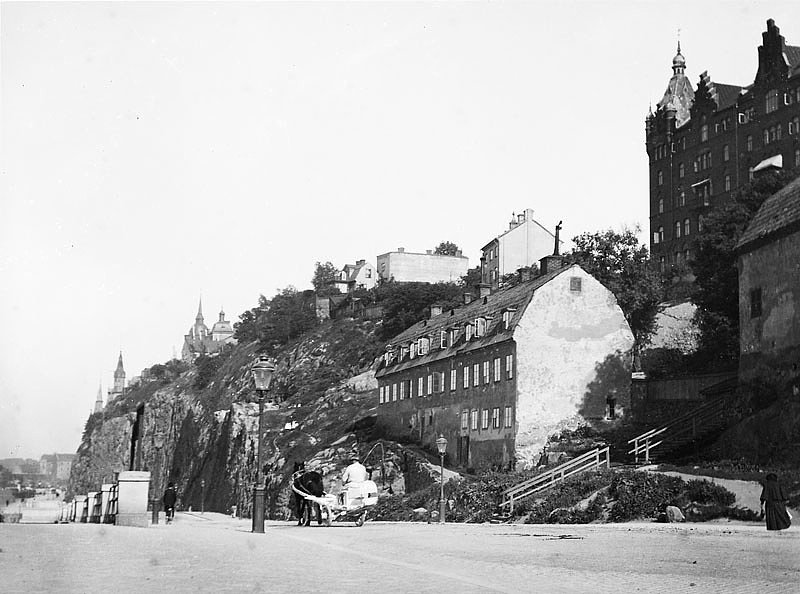
Öbergska gården och Mariaberget, 1900.
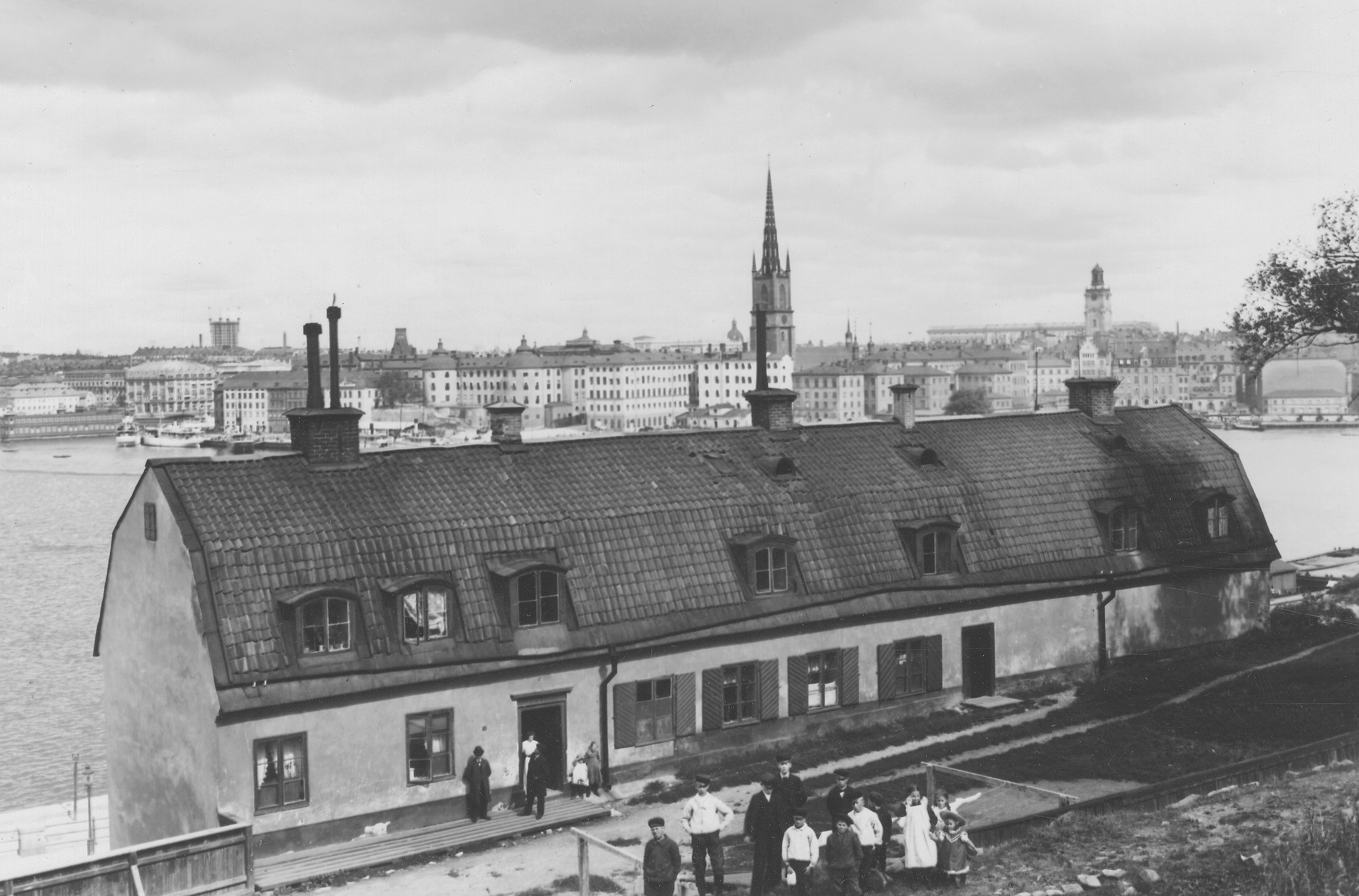
Öbergska gården omkring 1910.
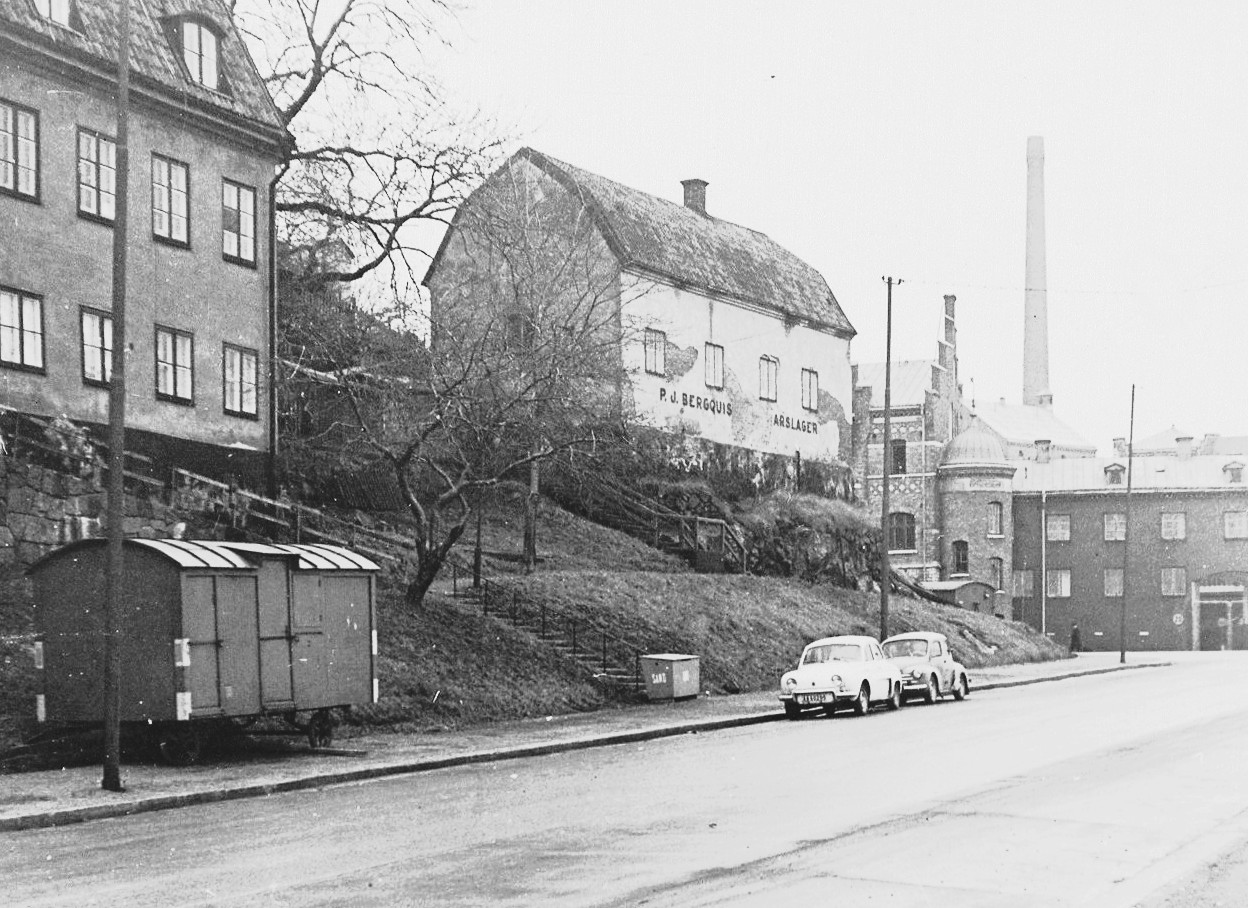
Öbergska gården och kopparslagariet, 1961.
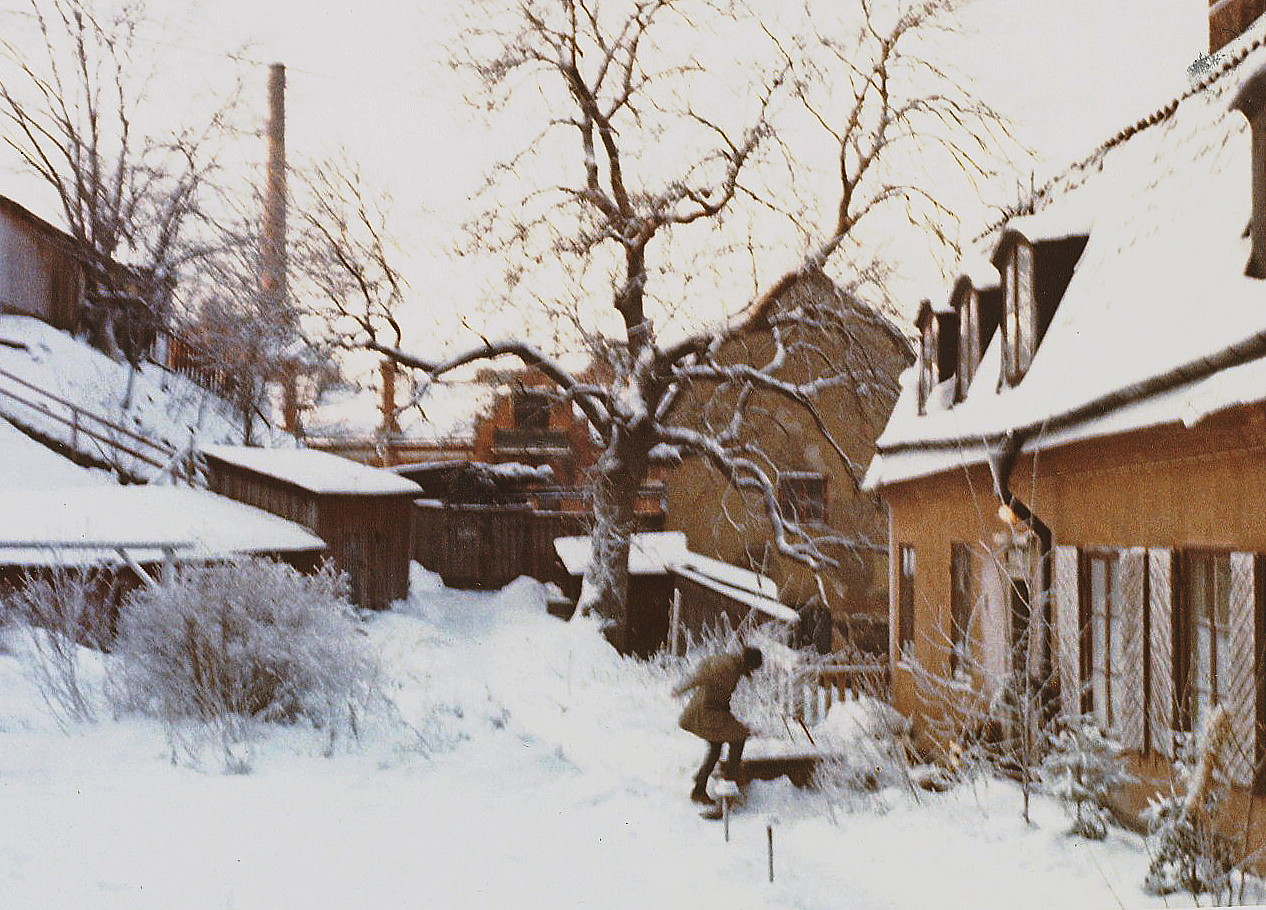
Öbergska gården och Kopparslagarhusets gavel, 1968.

## Husets vidare öden

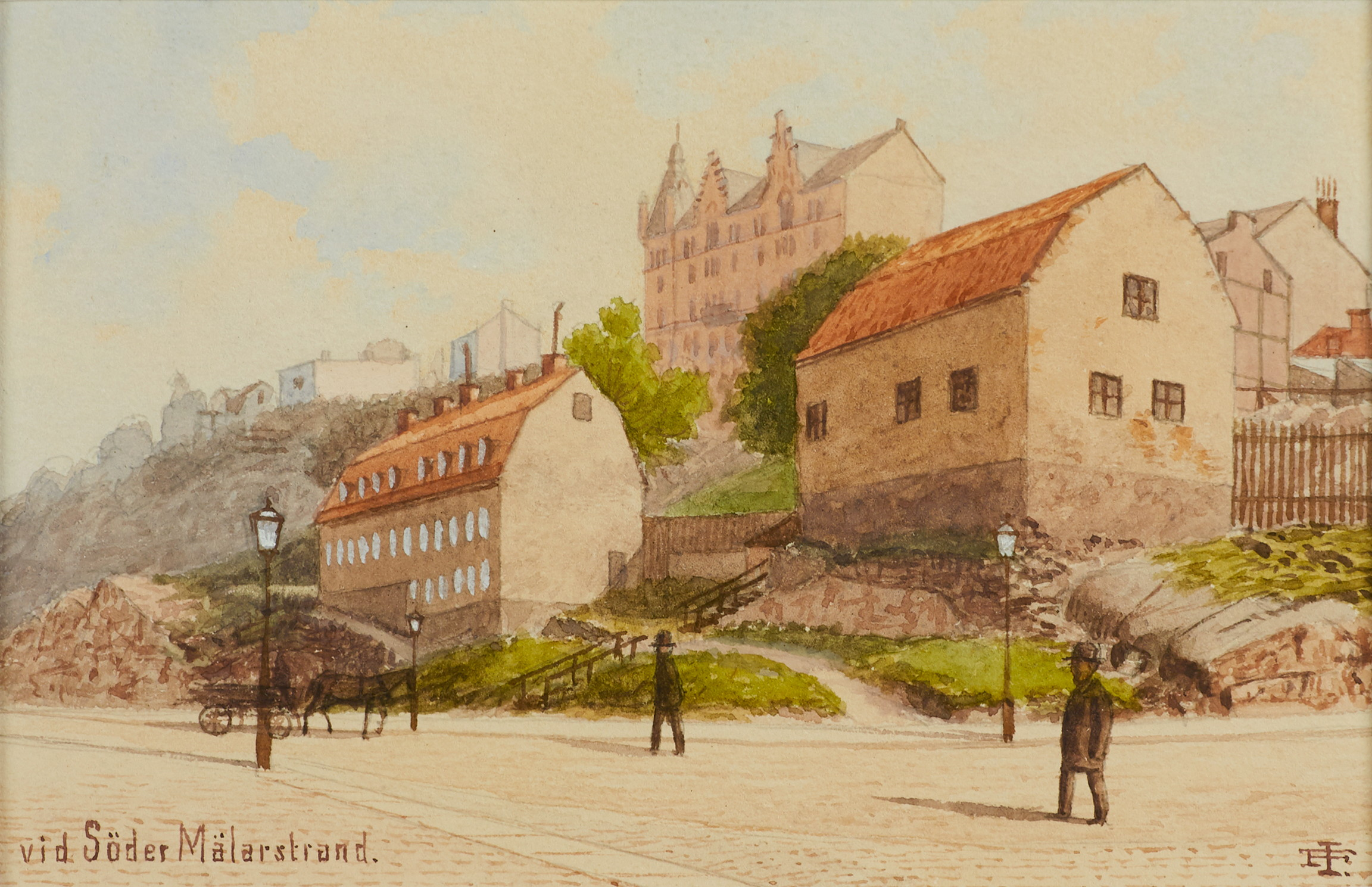
"Vid Söder Mälarstrand", Johan Fredrik Isberg, ca 1900.

Den strandnära bebyggelsen revs på 1890-talet när Söder Mälarstrand skapades genom utfyllningar och sprängningar för Torkel Knutssonsgatan som här bildar ett djupt dike. Det som blev kvar var Öbergska gården och Kopparslagarhuset. Gårdens södra fasad ändrades under 1900-talets början och en tvättstuga byggdes till på östra gaveln. På en akvarell av Johan Fredrik Isberg med titeln "Vid Ludvigsberg, Söder Mälarstrand" syns kopparslagarhuset och Öbergska gården från väster och den nyanlagda Torkel Knutsonssgatan vid sekelskiftet 1900.
En större upprustning och ombyggnad av båda husen utfördes 1973–1974. En av lägenheterna i kopparslagarhuset var avsedd för borgarrådet Hjalmar Mehr, som dock aldrig flyttade in. Ombyggnadsritningarna upprättades av Peter Celsing och Bengt H. Jonson som då hade gemensamt arkitektkontor. Det gamla kopparslagarhuset var i dåligt skick och saknade planlösning för bostäder. I gårdshuset skapade arkitekterna plats för moderna badrum och kök samtidigt som väsentliga delar av äldre inredning bevarades. I båda husen finns idag sammanlagt nio lägenheter och en lokal.